# Фуртвенглер, Адольф
Иоганн Михаэль Адольф Фуртве́нглер (нем. Johann Michael Adolf Furtwängler ; 30 июня 1853, Фрайбург-им-Брайсгау — 11 октября 1907, Афины) — немецкий археолог и историк античного искусства, специалист по скульптуре и вазописи Древней Греции. Отец знаменитого дирижёра Вильгельма Фуртвенглера.

## Биография
Фуртвенглер — сын директора фрайбургской гимназии филолога Вильгельма Фуртвенглера и его супруги Кристианы, урождённой Шмидт. Учился во Фрайбургском, Лейпцигском университете у Иоганнеса Овербека и Мюнхенском университетах, в 1874 году защитил докторскую диссертацию у Генриха Брунна на тему «Эрос в вазописи». В 1876—1878 годах на стипендию Германского археологического института Фуртвенглер участвовал в раскопках в Микенах, Олимпии и в 1878 году на острове Эгина под руководством Эрнста Курциуса, совместно со своим сокурсником по Лейпцигскому университету, Г. Лешке.
В 1879 году после абилитации в Боннском университете, служил помощником директора Скульптурного собрания (с 1882 года — Берлинский антиквариум.
В 1894 году Фуртвенглера пригласили на должность профессора классической археологии в Мюнхенский университет Людвига-Максимилиана, одновременно он занял должность директора Музея слепков классической скульптуры, а с 1896 года возглавлял Мюнхенский антиквариум.
Адольф Фуртвенглер с 1884 года был женат на художнице-портретистке Адельхайд Вендт (1863—1944). У супругов было четверо детей: будущий дирижёр Вильгельм Фуртвенглер (1886—1954), альпинист Вальтер Фуртвенглер (1887—1967), Мерит (Марта, 1891—1962), в 1912 году вышедшая замуж за философа Макса Шелера, и Аннеле (Анна, 1900—1974). Внук Адольфа и сын дирижёра Вильгельма Фуртвенглера — Андреас Э. Фуртвенглер (род. 1944) стал нумизматом и классическим археологом.
Адольф Фуртвенглер скончался в 1907 году в Афинах от дизентерии, которой заразился во время раскопок на острове Эгина. Похоронен в протестантской части Первого кладбища в Афинах.

## Научная деятельность

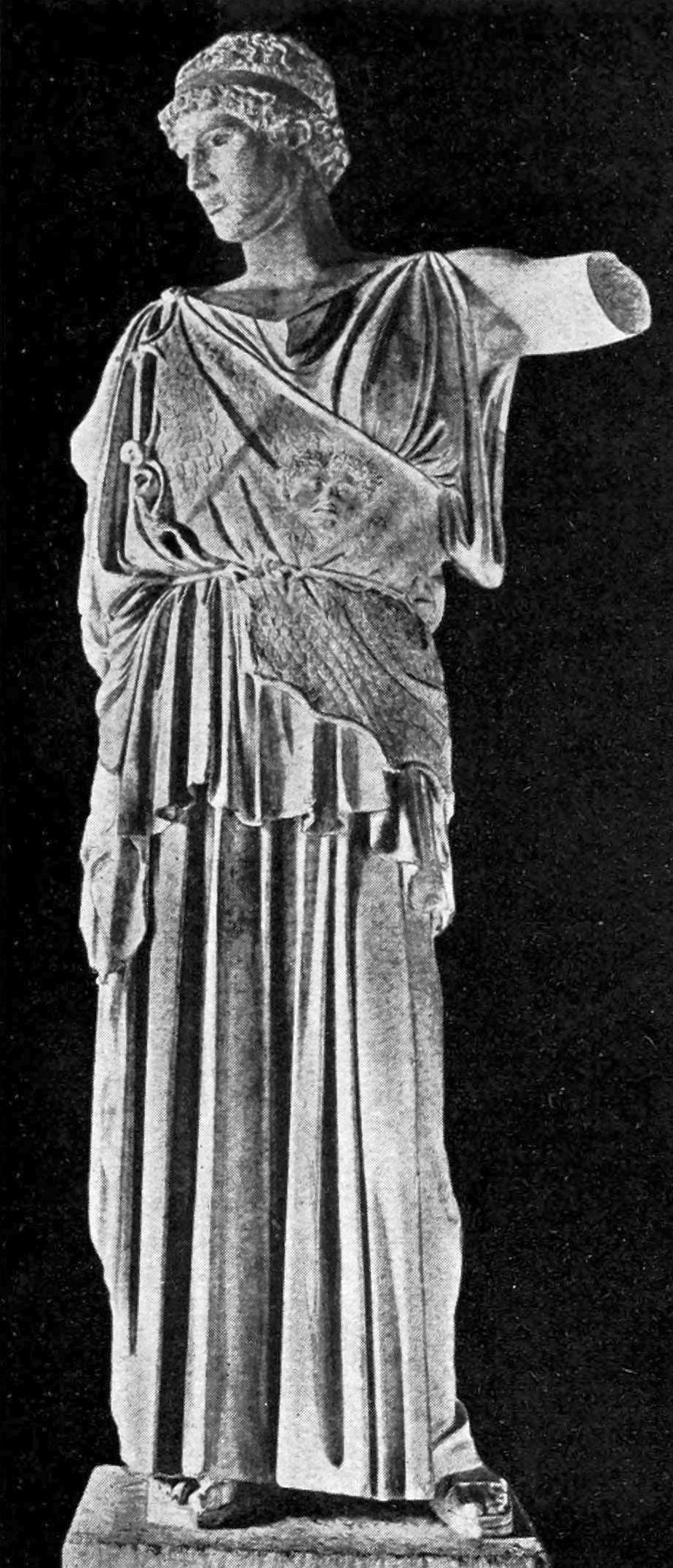
Афина Лемния. Реконструкция Фуртвенглера. Альбертинум, Дрезден

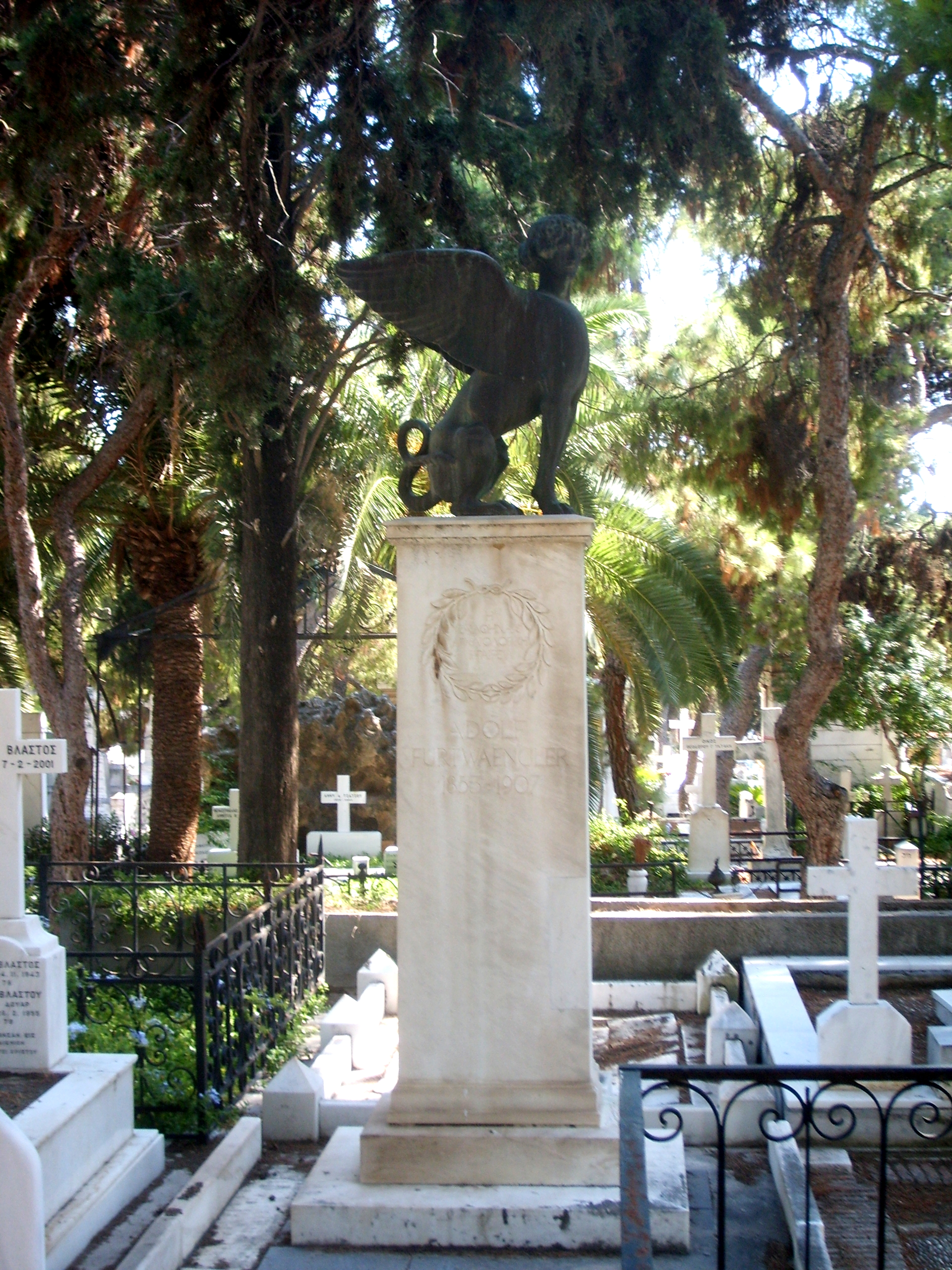
Надгробие А. Фуртвенглера в протестантской части Первого кладбища в Афинах

В 1879 году Адольф Фуртвенглер совместно с Георгом Лешке опубликовал полный свод находок микенской керамики (Mykenische Thongefäβe) на Эгине, который ценен не только датировками; эта публикация стала первым корпусом керамических находок в античной археологии. Исследование проводило различие между микенским и геометрическим стилями в античной керамике и способствовало разработке методики стратификации (определения археологических слоёв) и присвоения им относительных дат на основании стилей росписи на найденных черепках.
В 1883—1887 годах Фуртвенглер, пользуясь разработанным им методом датировок, составлял каталог собрания русского дипломата и государственного деятеля П. А. Сабурова (его коллекция в 1884 году частично была приобретена Императорским Эрмитажем в Санкт-Петербурге).
В 1885 году Фуртвенглер опубликовал каталог древнегреческой керамики Античного собрания в Берлине и двухтомное описание коллекции ваз Антиквариума (Antiquarium).
Фуртвенглер был плодовитым писателем, человеком выдающейся эрудиции и знаний археологического материала, а также изобретательным и остроумным критиком. В 1886 году он опубликовал исследование «Микенские вазы». Его книга о древнегреческой скульптуре «Шедевры греческой скульптуры» (1893) в английском переводе 1895 года сделала его имя известным широкой аудитории.
Благодаря знанию археологического материала Фуртвенглер сделал много ценных атрибуций, уточнил имена греческих скульпторов, создателей несохранившихся оригиналов древнегреческих статуй, известных только по римским репликам. Многие из его атрибуций действительны по настоящее время. Фуртвенглер первым в 1891 году предложил соединить скульптурные фрагменты: голову из Палаццо Паладжи, хранящуюся в Болонье, и два варианта торсов из Дрездена, чтобы реконструировать знаменитую статую «Афины Лемнии» работы скульптора Фидия. Реконструкция Фуртвенглера экспонируется в дрезденском Альбертинуме.
В 1900 году Фуртвенглер опубликовал исследование надписей на древнегреческих резных камнях — геммах (Die Antiken Gemmen). В 1896 году в своей книге, описывающей собрание гемм в Антиквариуме, Фуртвенглер исключил из каталогов геммы, которые были связаны с магией, поскольку их художественная ценность не считалась им существенной.
В 1904 году Фуртвенглер в сотрудничестве с Карлом В. Райхольдом начал работу по изданию полного корпуса древнегреческих ваз (Griechische Vasenmalerei). После смерти Фуртвенглера редактором издания стал Фридрих Хаузер; третий том «Греческой вазописи» Фуртвенглера был опубликован в 1932 году.
Фуртвенглер был награждён Баварским орденом Максимилиана за достижения в науке и искусстве. У него было много учеников и последователей, которые сформировали следующее поколение археологов и историков классического искусства.